# Шатохин, Владимир Яковлевич
Влади́мир Я́ковлевич Шато́хин (род. 25 января 1941 года, г. Харьков, УССР, СССР) — советский и российский военачальник, бывший начальник ракетных войск и артиллерии Прибалтийского военного округа, бывший начальник кафедры ракетных войск и артиллерии академии Генерального штаба, генерал-лейтенант в отставке.

## Биография
Владимир Яковлевич Шатохин родился 25 января 1941 г. в г. Харькове.
В Вооруженных силах СССР с 1959 г. Окончил Сумское артиллерийско-техническое училище (1962), Военную артиллерийскую академию (1978), Военную академию Генерального штаба (ВАГШ) (1985).
Прошёл воинскую службу в войсках СССР и России на офицерских должностях от командира артиллерийского взвода до начальника ракетных войск и артиллерии (РВ и А) Прибалтийского военного округа.
Начальник 2-х Центральных артиллерийских офицерских курсов (ЦАОК) (г. Санкт-Петербург, 1991 г.).
Начальник кафедры ракетных войск и артиллерии ВАГШ (Указ Президента России от 24 мая 1993 г. N 763).
Доктор военных наук (1995 г.). Профессор (1997 г.). Член-корреспондент Академии военных наук Российской Федерации (1997 г.). Вице-президент Объединения высших офицеров России.
Член Бюро Президиума Международной общественной организации Всемирного русского Народного собора. Бывший академик и член президиума распущенной общественной организации Российской Академии проблем безопасности, обороны и правопорядка (2004 г.).

## Научная деятельность
В.Я. Шатохин является крупным специалистом в области боевого применения ракетных войск и артиллерии (РВ и А) в операциях и боевых действиях, по разработке оперативно-тактических основ боевого применения профильного рода войск. Решил ряд фундаментальных проблем создания группировок РВ и А; управления ими в операциях и боевых действиях; ядерного обеспечения РВ и А и др.
Автор более 40 научных и учебно-методических трудов. Активно сотрудничает с предприятиями оборонной промышленности и научно-исследовательскими учреждениями по вопросам дальнейшего развития вооружения и военной техники РВ и А.

## Присвоение воинских званий
- Полковник
- Генерал-майор (1988 г.)
- Генерал-лейтенант (Указ президента России от 10 июня 1994 года N 1193)